# Sound of Noise
Sound of Noise is een Zweeds-Franse Film uit 2010 van Ola Simonsson en Johannes Stjärne Nilsson. De film vertelt het verhaal van een groepje muzikanten die muziek maken met het geluid van voorwerpen die ze vinden op verschillende plaatsen. De film is een soort vervolg op de kortfilm uit 2001 Music for One Apartment and Six Drummers.

## Locaties
De verschillende locaties waar muziek gemaakt wordt met de aldaar gevonden voorwerpen zijn allemaal gelegen in Malmö.  
- Operatiekwartier in Ziekenhuis
- Een bankkantoor
- Een plein met fontein voor het operagebouw
- gespannen kabels

## Cast
- Bengt Nilsson als Amadeus Warnebring
- Sanna Persson als Sanna Persson
- Magnus Börjeson als Magnus
- Marcus Haraldson Boij als Marcus
- Fredrik Myhr als Myran
- Anders Vestergård als Anders
- Johannes Björk als Johannes
- Sven Ahlström als Oscar Warnebring
- Ralph Carlsson als Hagman
- Paula McManus als Colette
- Peter Schildt als politieagent
- Pelle Öhlund als Sanchez
- Dag Malmberg als Levander
- Björn Granath als ziekenhuis directeur
- Anders Jansson als Bosse

## Prijzen[1]
- Chlotrudis Awards 2013 : genomineerd voor de Chlotrudis Award
- Guldbagge Award 2011 : won de Creative Achievement Award
- Cannes Film Festival 2010 : won de Young Critics Award
- Molodist International Film Festival 2010 : won de publieksprijs
- Palm Springs International Film Festival 2011 : Special Jury Mention in New Voices/New Visions
- Warsaw International Film Festival 2010 : won de Publieksprijs
- Warsaw International Film Festival 2010 : won de Free Spirit Award

## De kortfilm
De kortfilm uit 2001, Music for One Apartment and Six Drummers, was de voorloper van de film. De kortfilm van 10 minuten vertelt het verhaal van 6 drummers die een appartement binnendringen van zodra de bewoners de hond uitlaten.  Ze maken er muziek met de aanwezige voorwerpen en toestellen. Dit doen ze telkens voor enkele minuten in de keuken, de slaapkamer, de badkamer en de woonkamer en dit tot de bewoners terug thuis komen. De auteurs, regie en cast is identiek aan de film Sound of Noise.